# Гурбешть (Кебешть, Біхор)
Гурбешть, Гурбешті (рум. Gurbești) — село у повіті Біхор в Румунії. Входить до складу комуни Кебешть.
Село розташоване на відстані 388 км на північний захід від Бухареста, 48 км на південний схід від Ораді, 94 км на захід від Клуж-Напоки, 140 км на північний схід від Тімішоари.

## Населення
За даними перепису населення 2002 року у селі проживали 208 осіб, усі — румуни. Усі жителі села рідною мовою назвали румунську.